# Lintujärvi (sjö i Finland)
Lintujärvi är en sjö i Finland. Den ligger i kommunen Enontekis i landskapet Lappland, i den norra delen av landet, 900 km norr om huvudstaden Helsingfors. Lintujärvi ligger 321,7 meter över havet. Arean är 45,3 hektar och strandlinjen är 3,12 kilometer lång. Sjön  ingår i Torne älvs huvudavrinningsområde. 